# 王日昇
王日昇，本名為王詞修，（1960年10月7日—），為臺灣歌手、廣播DJ與舞臺劇演員。
王日昇出生於臺灣屏東縣，在國立屏東高級中學就讀時擔任校刊社長、籃球隊員，並為母校多次奪得演講比賽冠軍，曾參與包括朱天心等作家的青年文學團體三三集刊。就讀中國文化大學戲劇系後，居住台北，並考取華岡合唱團，大一進入中視《新姿翦影》擔任時尚模特兒。曝光後反應熱烈，隨即與新格唱片簽約，並推出首張專輯《滑翔翼》。現為港都電台藝術總監與主持人，當選為全台電台情人總冠軍。曾獲國立中山大學EMBA碩士學位。